# Binary Domain
Binary Domain (バイナリー Bainarī Domein) es un videojuego de disparos en tercera persona desarrollado y publicado por la empresa SEGA. Fue puesto a la venta a lo largo del mes de febrero de 2012 en Japón, Europa y EE. UU. (días 16, 24 y 28 respectivamente) para los sistemas PlayStation 3, Xbox 360 y PC. La trama del videojuego se desarrolla en la ciudad de Tokio en el año 2080, con la tecnología muy avanzada. El director y productor de Binary Domain es Toshihiro Nagoshi, creador también de la serie de videojuegos Yakuza, también de SEGA.

## Producción
Binary Domain fue anunciado oficialmente por Sega en diciembre de 2010. Su intención era ofrecer un videojuego de disparos en tercera persona de ciencia ficción, con un argumento dramático y lleno de energía.
El juego fue presentado de manera pública durante el certamen E3 de 2011 en Los Ángeles en junio de 2011. En la presentación, se hizo mucho énfases en la característica de las emociones y la relación entre personajes, unido a un argumento cuyo desenlace estaría relacionado con las decisiones del jugador para con sus compañeros. Se anunció que el jugador podría comunicarse por voz con los personajes del juego mediante un auricular con micrófono, para enfatizar la relación con los compañeros del juego. En el caso de Xbox 360, se anunció compatibilidad con Kinect y el uso de su micrófono.
Finalmente, Binary Domain salió a la venta a lo largo del mes de febrero de 2012 en Japón, EE. UU. y Europa, en ese orden, para PlayStation 3 y Xbox 360. Fue doblado en japonés, inglés, francés, italiano, alemán y castellano. El doblaje en castellano fue realizado en Sonora Estudios en Vitoria (País Vasco, España).
La versión para ordenadores PC se puso a la venta en abril de 2012.

## Argumento
A principios del siglo XXI, el calentamiento global ha provocado numerosas inundaciones en las vastas superficies de la Tierra, lo cual ha provocado que tres cuartas partes de las ciudades del mundo hayan quedado inhabitables. De este modo, los gobiernos se vieron obligados a construir nuevas ciudades por encima del nivel del agua, utilizando las ciudades en ruinas como base, dejando que se pudran. Con millones de muertos alrededor del globo, los robots fueron utilizados como la principal fuerza de trabajo para crear las nuevas ciudades. La empresa Bergen, situada en América, llegó a dominar una gran mayoría de las industrias robóticas en el mundo, haciendo de Estados Unidos la superpotencia mundial. La Corporación Amada, en Japón trató de demandar a Bergen por robar su tecnología, pero Bergen era demasiado poderosa y el intento fue en vano.
En 2040, la crisis económica del mundo lleva al gobierno a crear la "Convención de Nueva Ginebra", un nuevo conjunto de leyes internacionales. La cláusula 21 prohibió la investigación en robots que podrían pasar por los seres humanos, llamados "Hijos del Eter". La Asociación Internacional de Robótica y Tecnología ha creado un comando especial llamado "Unidad Óxido" para hacer frente a las violaciones de la Convención, en particular la cláusula 21. En 2080, un "Hijo del Edén" atacó la sede de Bergen en Detroit (Michigan, EE. UU.), ya que no tenía idea de que era un robot con apariencia humana.
Con la sospecha de que el genio de la robótica y fundador de la Corporación Amada, Yoji Amada, ha creado los "Hijos del Eter", el IRTA envió un comando de "Equipo Óxido", encabezada por el sargento Daniel Marshall, a Japón para encontrar Amada y traerlo para interrogarlo bajo las órdenes del Consejo de Seguridad de la ONU.

## Jugabilidad
El juego es un Shooter en tercera persona. El jugador, controlando al sargento Dan Marshall, puede dar órdenes a sus compañeros de pelotón, ya sea mediante el uso de botones del mando o mediante frases de voz a través de un auricular Headset. El sistema de juego es idéntico al de la serie Gears of War, ya que el jugador puede utilizar un sistema de coberturas idéntico al de la citada serie.
Una parte importante del juego es el sistema de confianza. La confianza juega un papel importante en la historia, ya que determina como tratan los compañeros al jugador. Al realizar determinadas acciones, escoger opciones de charla o mostrando apoyo o desacuerdo en las conversaciones en tiempo real, afecta tanto a la historia como al desarrollo de la misma, ya que los personajes se comportan de manera diferente en función de los niveles de confianza.
Como se dijo anteriormente el jugador también puede hablar con los personajes usando un auricular, ya que la IA del videojuego es capaz de reconocer seis idiomas diferentes (japonés, inglés, francés, alemán, italiano y español), así como un total de más de 120 palabras distintas. Durante las escenas de acción, el jugador puede solicitar ayuda, elogiar a los compañeros o mostrar su desacuerdo mediante la voz. Del mismo modo, en determinados puntos del juego, los compañeros hablarán con el jugador preguntándole algo o pidiendo alguna opinión, y tiene libertad para contestar según considere. El director del juego, Toshihiro Nagoshi, declaró que, incorporando la posibilidad de usar comandos de voz en el juego, su intención era plasmar el drama humano en momentos de acción, en lugar de simplemente conversaciones en escenas.
También es posible mejorar tanto al protagonista como al resto del pelotón gracias a unas máquinas expendedoras repartidas por todo el juego, en las que se pueden invertir los créditos conseguidos al derrotar enemigos en mejorar el equipamiento, así como comprar reforzadores y habilidades nuevas, que el jugador puede personalizar a su antojo.

## Personajes

### Unidad Óxido
- Daniel "Dan" Marshall: Protagonista del videojuego y personaje que el jugador controla. De nacionalidad estadounidense, es un sargento primero de la división estadounidense de la IRTA. Sirvió en el ejército de los EE. UU., pero encontró su vocación en la Unidad Óxido de la IRTA. Destacó en numerosas batallas en su época en el ejército, lo que le ganó el apelativo de "Superviviente". En la IRTA también se le conoce por ese mismo apodo, aunque unos pocos lo siguen llamado por su verdadero nombre.
- Roy "Big Bo" Boateng: De origen estadounidense, es un sargento primero de la división estadounidense de la IRTA. También sirvió en el ejército de los Estados Unidos, y como Dan, encontró su sitio en la Unidad Óxido. De origen humilde, cuenta con una fuerza impresionante. Se dedica por entero a su trabajo como miembro de Unidad Óxido. Es amigo y compañero de Dan desde que sirvieron juntos en el ejército.
- Charles "Charlie" Gregory: Procedente de Gran Bretaña, es un Comandante de la división británica de la IRTA. Tras graduarse en la Real Academia Militar, sirve durante casi diez años como oficial en el Servicio Secreto de Inteligencia Británico (MI-6), para el que realiza operaciones secretas por toda Asia. Tras abandonar el MI-6 se incorporó a la IRTA. Su papel en esta misión es el de comandante de la Unidad Óxido.
- Rachael Townsend: También de origen británico, es una Teniente de la división británica de la IRTA. Es, al igual que Charlie, un antiguo miembro del MI-6, pero ahora presa sus servicios a la IRTA. Se encarga de las labores de vigilancia y de demolición. Mientras trabajaban para el MI-6 sirvió bajo el mando de Charlie en varias ocasiones. Su destreza en combate y su dominio de los explosivos son excepcionales.
- Faye Lee: Procedente de China, es una miembro de la unidad china de la IRTA. Teniente del Ejército de Liberación del Pueblo. Pertenece a la unidad de tácticas robóticas del Departamento General. Ahora debe desempeñar su labor en la Unidad Óxido. Su habilidad para mantener la cabeza fría en las condiciones más extremas y su inigualable capacidad para el combate la convierten en un valioso miembro del equipo.
- Caín: De origen francés, Caín es un robot de operaciones especiales (modelo nº CN-7) fabricado por el equipo francés de IRTA. Utiliza la más avanzada I.A. de Bergen Corp. Conocido como Caín, es muy hábil en combate y puede acceder a la I.A. del enemigo. La IRTA sopesa incluir este modelo en el equipo estándar para las operaciones de infiltración por parte de la Unidad Óxido.

### Otros personajes
- Akira Shindo: Un joven japonés nacido en los guetos de Tokio. Su odio contra un sistema que obliga a los pobres a quedarse en el gueto le llevó a dedicar su vida a la Resistencia. Se ocupa del sabotaje y otros actos delictivos en la Ciudad Superior. Su valentía y determinación hacen que sea respetado por todos.
- Kurosawa: Detective del Departamento de Policía del Ministerio y comandante de un equipo enorme de robots responsables de mantener la paz en la Ciudad Superior. Se le considera como uno de los mayores peligros para la Resistencia, que temen su habilidad como sabueso para descubrir a los enemigos del gobierno.
- Yuki: Una jovencita de 15 años, líder de un grupo de adolescentes que tratan el centro de Shibuya como su territorio. Su atrevida actitud la ha convertido en la protegida de Mifune, quien controla este centro. Pasa el tiempo traficando con mercancía ilegal delante de las narices de las fuerzas de seguridad.
- Mayor Philips: Comandante de la división estadounidense de la IRTA y exoficial del cuerpo de marines de los EE. UU. Su experiencia le garantizó un cargo en los Óxido. Es el director de operaciones. Coordina los equipos multinacionales en las misiones de esta unidad. Mantiene importantes contactos dentro del ejército.
- Yoji Amada: Fundador de la Corporación Amada, el mayor fabricante de robots de Japón. Apoyó a Nuevo Orden cuando se formó y tuvo un papel destacado en la construcción de la Ciudad Superior cuando este grupo subió al poder. Libró una dura batalla contra Bergen Corp. a los que acusó de robar su tecnología. Lleva décadas desaparecido de la escena pública.
- Mifune: Miembro de la Yakuza al que Charlie contrató para que les facilitara la entrada a la Ciudad Superior. Controla el centro comercial subterráneo de Shibuya, además de algunas actividades entre las que se incluyen la prostitución, el mercado negro y el tráfico de armas con la Resistencia. Es un privilegiado, nadie de los barrios pobres lleva una vida tan cómoda como él, y cuida mucho su propia seguridad.

## Reparto
| Personaje            | Actor de voz (Japón) | Actor de voz (España)  |
| -------------------- | -------------------- | ---------------------- |
| Dan Marshall         | Koichi Yamadera      | Beñat Narbaiza         |
| Roy "Big Bo" Boateng | Masaki Iwasaki       | Aner Narbaez           |
| Faye Lee             | Aya Hisakawa         | Estívaliz Lizárraga    |
| Charles Gregory      | Takuya Kirimoto      | José Cruz Gurrutxaga   |
| Rachael Townsend     | Junko Minagawa       | Alicia Calleja         |
| Caín                 | Hirohiko Kakegawa    | Txema Moscoso          |
| Akira Shindo         | Hisao Egawa          | Ander Vildosola        |
| Kurosawa             | Kazuki Kitamura      | Joseba Sacristán       |
| Yuki                 | Emi Takei            | Iara Solano            |
| Mayor Philips        | Kenichi Endo         | Aner Narbáez           |
| Yoji Amada           | Naoto Takenaka       | Ramón Monje            |
| Mifune               | Hiroki Matsukata     | José Manuel Goikoetxea |

- El doblaje en castellano fue grabado en los estudios Sonora Estudios en Vitoria (País Vasco, España).[4][5]

## Recepción y crítica
Binary Domain recibió críticas mayoritariamente positivas. En la web Metacritic posee una puntuación media de 72/100 para la versión de PS3, 74/100 para Xbox 360 y 68/100 para PC. En webs de habla hispana como Meristation obtuvo una puntuación de 7'5 sobre 10.